# Alan Parker
Sir Alan William Parker (Londra, 14 febbraio 1944 – Londra, 31 luglio 2020) è stato un regista, sceneggiatore e produttore cinematografico britannico.

## Biografia
Nato nel borgo metropolitano di Londra, Islington, entrò nel mondo del cinema inizialmente come creatore di spot e filmati commerciali per conto di varie agenzie. Fondò una compagnia pubblicitaria insieme a Ridley Scott, Tony Scott e Hugh Hudson. Con questa attività si aggiudicò numerosi premi e riconoscimenti di settore. Di questo periodo è la serie di spot realizzati per la Cinzano, con protagonisti Joan Collins e Leonard Rossiter.
Il film che gli diede grande notorietà è Fuga di mezzanotte (1978), che prende spunto dalla vicenda reale di un giovane cittadino americano, Billy Hayes, arrestato per possesso di droga in Turchia e che, nonostante le lunghe vicende giudiziarie, riesce a tornare in patria solo grazie ad un'evasione. Una parte considerevole della produzione cinematografica di Parker ha come argomento la musica o vi è in qualche modo correlata. Appartengono a questo filone dei classici del genere, come Piccoli gangsters (1976), Saranno famosi (1980), Pink Floyd The Wall (1982), The Commitments (1991) ed Evita (1996).
Gli fu proposta la regia di un film della saga di Harry Potter, ma declinò l'offerta.
Oltre a ricevere numerosi premi e riconoscimenti in campo cinematografico, Alan Parker fu nominato commendatore dell'Impero britannico nel 1995 e baronetto nel 2002 dalla regina Elisabetta II. È morto il 31 luglio 2020, a 76 anni, dopo una lunga malattia.

## Filmografia

### Regista
- Piccoli gangsters (Bugsy Malone) (1976)
- Fuga di mezzanotte (Midnight Express) (1978)
- Saranno famosi (Fame) (1980)
- Spara alla luna (Shoot on the Moon) (1982)
- Pink Floyd - The Wall (1982)
- Birdy - Le ali della libertà (Birdy) (1984)
- Angel Heart - Ascensore per l'inferno (Angel Heart) (1987)
- Mississippi Burning - Le radici dell'odio (Mississippi Burning) (1988)
- Benvenuti in paradiso (Come See the Paradise) (1990)
- The Commitments (1991)
- Morti di salute (The Road to Welville) (1994)
- Evita (1996)
- Le ceneri di Angela (Angela's Ashes) (1999)
- The Life of David Gale (2003)

### Sceneggiatore
- Come sposare la compagna di banco e farla in barba alla maestra (Melody), regia di Waris Hussein (1971)
- Piccoli gangsters (Bugsy Malone) (1976)
- Angel Heart - Ascensore per l'inferno (Angel Heart) (1987)
- Benvenuti in paradiso (Come See the Paradise) (1990)
- Morti di salute (The Road to Welville) (1994)
- Evita (1996)
- Le ceneri di Angela (Angela's Ashes) (1999)

## Riconoscimenti
Premio Oscar
- 1979 – Candidatura per il miglior regista per Fuga di mezzanotte
- 1989 – Candidatura per il miglior regista per Mississippi Burning

Golden Globe
- 1977 - Candidatura per il miglior film musicale per Piccoli gangsters
- 1979 - Miglior film drammatico per Fuga di mezzanotte
- 1979 - Candidatura per il miglior regista per Fuga di mezzanotte
- 1981 - Candidatura per il miglior film musicale per Saranno famosi
- 1989 - Candidatura per il miglior film drammatico per Mississippi Burning
- 1989 - Candidatura per il miglior regista per Mississippi Burning
- 1992 - Candidatura per il miglior film musicale per The Commitments
- 1997 - Miglior film musicale per Evita
- 1997 - Candidatura per il miglior regista per Evita

Festival di Berlino
- 2003 - Candidatura per il miglior film per The Life of David Gale

Premio BAFTA
- 1992 - Miglior regista per The Commitments

Festival di Cannes
- 1984 - Grand Prix Speciale della Giuria per Birdy - Le ali della libertà

Tokyo Film Festival
- 1991 - Miglior regista per The Commitments